# Prorella ruthiata
Prorella ruthiata là một loài bướm đêm trong họ Geometridae.